# Peponopsis adhaerens
Peponopsis adhaerens är en gurkväxtart som beskrevs av Naud. Peponopsis adhaerens ingår i släktet Peponopsis och familjen gurkväxter. Inga underarter finns listade i Catalogue of Life.